# Remmene skjutfält
Remmene skjutfält är ett militärt övnings- och skjutfält som är beläget mellan Vårgårda och Herrljunga.

## Historik
Tillkomsten av Remmene skjutfält har sin bakgrund att försvaret sökte ett tillräckligt stort och lämpligt skjutfält, då Tånga hed inte ansågs tillräckligt för Göta artilleriregemente att öva på. Inledningsvis så undersöktes ett område vid Svältorna på sandåsen söder om järnvägen mellan Vårgårda och Herrljunga. Ett fattigt och kargt område som kronan redan på 1600-talet avverkat på sina ekskogar då flottan behövde båtvirke.
Ursprungsförslaget började i söder började vid gården Källerbacken intill sjön Sävens nordspets och sträckte sig 11 km norrut till Västra stambanans järnväg med en bredd av 1,3-2 km. Förslaget medgav exercis med flera anspända batterier samtidigt och att positionsartilleriet i Göteborg och Karlsborg i framtiden kunde övas på platsen under Göta artilleriregementes ledning. Dessa hade pjäser med höga hjul avsedda för eldställningar bakom vallar och murar. Förslaget krymptes dock av kostnadsskäl och hänsyn till den jordbruksmark som fanns i södra delen. Istället föreslogs att som vid andra skjutfält, att hyra in mark för användning några dagar om året.
Åren 1884–1887 arrenderades ett område söder om Remmene, där man även genomförde ett antal provskjutningar. Åren 1888–1891 arrenderades ett område till ett område mellan Horla kyrka och Siene kyrka, en mil söder om Vårgårda, ditt skjutningarna förlades till. I utvärderingen så ansågs området olämpligt, då det enbart medgavs sex skjutdagar per år samt att jordbruksmarken skulle bli dyr att lösa in. År 1892 slöts ett arrendeavtal, med en löptid på 10 år, med markägarna i Remmene, som medgav 12 skjutdagar per år. År 1898 hade ett behovet av att på Remmene bygga fasta telefonledningar med signalstationer, semaforer, säkerhetshus till skydd för målpersonalen, ledningar för målförflyttningar, väganläggningar. Detta ledde 1899 till att riksdagen beslutade  om ett tvångsinlösen av fastigheterna, det efter skiljaktigheter med några av markägarna. Dessförinnan hade sju olika förslag undersökts de senaste åren. Skjutfältsgränsen kom sedan att bestå tills nästa utvidgning 1975 i sydlig riktning.
År 1948 omorganiserades Älvsborgs regemente till pansarinfanteriregemente och utbildade två pansarskyttebataljoner ingående i pansarbrigad Älvsborgsbrigaden (PB 5). Dock så visade det sig att skjutfältet inte räckte till och inte heller var anpassat till dåtidens stridsfordon. Det då vägnätet på skjutfältet inte klarade belastningen av tunga stridsvagnar. Vidare så klarade inte hellere KP-bilarna terrängen, då dess bakaxel ofta gick av vid körning på slirigt underlag. Därmed kom skjutfältet att återgå till vanligt infanteriskjutfält, då stridsfordonen övade oftast i Skövde eller på skjutfältet i Kråk. År 1969 avslutades pansarepoken helt, då Älvsborgsbrigaden ombildades till att bli en infanteribrigad.
År 1971 beslutade riksdagen om att utvidga skjutfältet, där chefen för armén hade förorda att den slutliga och fullständiga utvidgningen av fältet skulle omfatta ca 3000 ha. År 1973 utökades arealen till dess nuvarande omfattning på 1900 hektar. År 1975 genomfördes avhysningarna, där flera byggnader kom rivna och uppeldade bland annat vid Hjälmryd intill gården Baggebol. Den sistnämnda behölls och kom att bli den nya skjutfältscentralen. Det ena av de två boningshusen kom att utgöra värmestuga för de gästande övningsledarna. 
År 1998 avvecklades och upplöstes Älvsborgs regemente och dess krigsförband Älvsborgsbrigaden. Därmed kom även övningsverksamheten att reduceras drastiskt på skjutfältet. Vilket ledde till att Försvarsmakten beslutades den 24 oktober 2002 att övningsverksamheten vid skjutfältet skulle upphöra. Fortifikationsverket fick därmed i uppdrag att sälja det cirka 1900 hektar stora markområdet. Dock så visade sig marken värdelös för civila intressenter, då oexploderad ammunition som finns i markerna, vilket gör det svårt och framförallt dyrt att sanera. På grund av svårigheter med sanering, så kom istället skjutfältet åter öppnas under 2008. Något som ansågs historiskt då ett nerlagt skjutfält aldrig tidigare har återöppnats. Ytterligare anledningar till återöppnandet var även att hemvärnsbataljonerna i Västsverige saknade ett övningsfält som låg inom rimligt avstånd. Den 23 augusti 2008 återupptogs militära övningar på Remmene skjutfält. Cirka klockan 08.00 så rullade delar av Älvsborgsbataljonen ur Elfsborgsgruppen in för att åter börja öva på fältet. Det första skottet sen återöppnandet stod en kapten från Elfsborgsgruppen för. 

## Verksamhet

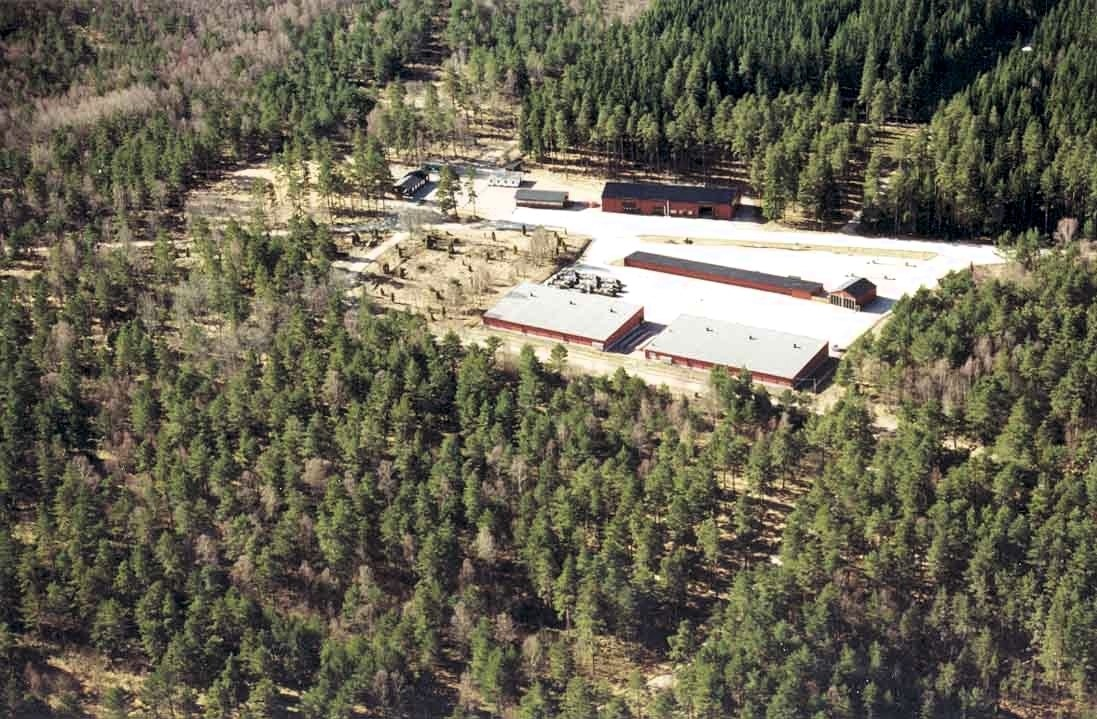
Vy över lägret i Samuelstorp.

Efter återöppnandet övar flertalet av Försvarsmaktens förband i västra Sverige på fältet. Inom Remmene skjutfält kan olika övningsmoment genomföras med skarp ammunition från flera skjutområden samtidigt med riskområdena belägna inom fältets egna gränser. Skjutfältet har två anfallsbanor. Anfallsbana Nord med rälsmålsbana vid Baggebol. Anfallsbana Syd för övning med granatkastarpluton. Under 1990-talet anlades nya körstråk för stridsfordon i fältets nordvästra del. Av ekonomiska skäl drogs Göta artilleriregemente in 1962 och den 15-16 mars samma 1962 hade regementet en minnesfest då de sista skotten avlossades. Förvaltningsansvaret övergick därefter en kort tid till Göta luftvärnsregemente, vilket dock övertogs den 1 juli 1968 av Älvsborgs regemente. Från 2008 förvaltas lägret av Skaraborgs regemente.

### Samuelstorp
Samuelstorp är ett läger som ligger vid huvudinfarten till Remmene skjutfält. Huvudinfarten ansluter med väg 181 mellan Vårgårda och Herrljunga. Samuelstorp är ursprungligen en av de tidigaste batteriplatserna på skjutfältet. Där artilleriet sköt direktriktad eld söderut över den då öppna ljungheden mot Ekåsen och Kattemossen. I Samuelstorp ligger även skjutfältets skjutfältscentral. I samband med att Älvsborgs regemente omorganiserades till pansarinfanteriregemente byggdes två större stridsvagnsgarage Samuelstorp.

### Tångalägret
Tångalägret eller Tånga Hed var ett utbildningsläger som låg cirka 5 km väster om skjutfältet, i sydöstra delen av tätorten Vårgårda. Lägret som ursprungligen utgjorde övningsplats för Göta artilleriregemente anlades 1862. Lägret byggdes genom att stallar, officers-, proviant- och möbelbaracker, ammunitionsförråd flyttades från Dösebacka. År 1933 tillkom förläggningsbarackerna. År 1995 lämnade Älvsborgs regemente och försvaret Tånga Hed. Då hade området och de närliggande hedarna växt igen. De återstående öppna delarna av heden har därefter betats eller slagits. Sedan 1995 drivs camping, vandrarhem, turistbyrå och evenemangsanläggning på platsen, på området finns även ett museum om bröderna Fåglum. En minnessten över Göta artilleriregemente är rest och vid den står två gamla kanoner på vakt.